# (6082) Timiryazev
(6082) Timiryazev es un asteroide perteneciente al cinturón de asteroides, región del sistema solar que se encuentra entre las órbitas de Marte y Júpiter, descubierto el 21 de octubre de 1982 por Liudmila Zhuravliova desde el Observatorio Astrofísico de Crimea (República de Crimea).

## Designación y nombre
Designado provisionalmente como 1982 UH8. Fue nombrado Timiryazev en homenaje al fisiólogo ruso Kliment Arkad'evich Timiryazev, miembro de la Academia Imperial de Ciencias de San Petersburgo y uno de los fundadores de la escuela rusa de fisiología vegetal.

## Características orbitales
Timiryazev está situado a una distancia media del Sol de 2,546 ua, pudiendo alejarse hasta 2,828 ua y acercarse hasta 2,264 ua. Su excentricidad es 0,110 y la inclinación orbital 5,400 grados. Emplea 1484,10 días en completar una órbita alrededor del Sol.

## Características físicas
La magnitud absoluta de Timiryazev es 12,8. Tiene 6,922 km de diámetro y su albedo se estima en 0,308. 